# Yohan Lachor
Yohan Lachor (Aire-sur-la-Lys, 17 januari 1976) is een Franse voetballer (verdediger) die sinds 2008 voor de Franse tweedeklasser US Boulogne uitkomt. Voordien speelde hij onder andere voor RC Lens en Servette FC.

## Erelijst
Servette FC
- Zwitserse beker

2001